# Aeroportul Internațional Bellingham
Aeroportul Internațional Bellingham (IATA: BLI, ICAO: KBLI, FAA LID: BLI) este un aeroport din Comitatul Whatcom, Washington, Washington, Statele Unite ale Americii ce deservește zona Bellingham. Aeroportul a fost tranzitat în 2022 de 633.386 de pasageri. A fost deschis în 1940 și numit după zona deservită.
Situat la o altitudine de 52 m, aeroportul dispune de 1 pistă. Este operat de Port of Bellingham⁠(d).

## Infrastructură

### Piste
Aeroportul dispune de o singură pistă. Pista 16/34 are suprafața de asfalt și dimensiunile 6.701 picioare × 150 picioare. 